# Eduardo Menichetti
Eduardo Menichetti Fuente (Santiago, Chile, 7 de septiembre de 1950 - Santiago, Chile, 7 de julio de 2007) fue un empresario chileno, conocido por ser expresidente del Club Social y Deportivo Colo-Colo.

## Biografía
Casado con Sylvia Pilasi Concha, hija del futbolista Carlos Pilasi, tuvo cuatro hijos: Cristian, Eduardo, Carolina y Francisca Menichetti Pilasi.
Desarrollo gran parte de su carrera en el mundo agrícola como productor y exportador de cereales.
Cultivó varios deportes, destacándose en el automovilismo aficionado junto a su hermano Atilio, pero destacó su pasión y entrega por la dirigencia deportiva, a la que se dedicó durante gran parte de su vida.  
Falleció el 7 de julio de 2007, víctima de un cáncer a los 56 años de edad.

## Colo-Colo
En 1987, tras un breve período como dirigente en la ANFP, llegó a formar parte de la cúpula de Colo-Colo, junto a Peter Dragicevic como presidente de la Inmobiliaria Estadio Colo-Colo, controladora del Estadio Monumental, que fue reinaugurado bajo su mandato en 1989.
Tras el alejamiento de Peter Dragicevic del cargo de presidente del club, en febrero de 1991, asume el cargo máximo en la directiva del Cacique. El primer desafío fue cumplido a cabalidad, ya que los albos se titularon campeones de la Copa Libertadores de América, máximo certamen continental de clubes y a la postre primer título internacional del fútbol chileno de carácter oficial.
Durante su período como presidente de Colo-Colo mantuvo gran cercanía con autoridades municipales y gubernamentales en tiempos difíciles para el fútbol chileno, pues la violencia comenzaba a ganarse un espacio en los estadios del país. Fue uno de los gestores, por tanto, de la Ley de violencia en los estadios. Además, forjó la implementación de una serie de ramas deportivas que complementaron la práctica del fútbol. 
Durante su mandato, Colo-Colo logra los títulos de Primera División de Chile 1991 y 1993, Copa Chile 1994 y la singular obtención de tres títulos internacionales: Copa Libertadores 1991, Copa Interamericana 1992 y Recopa Sudamericana 1992, en un hecho inédito para clubes chilenos.
En 1994 compite en las elecciones del club, pero es derrotado por Peter Dragicevic, quien vuelve a tomar la administración del club.
Tras su alejamiento de la presidencia, fue constante crítico de la gestión de Dragicevic, aunque se dedicó mayormente a sus negocios personales una vez alejado de la contienda deportiva. 
Luego de la quiebra de Colo-Colo en 2002 fue de los principales apoyos del proyecto Blanco y Negro S.A, pero una vez aprobado se alejó por motivos personales y disidencias con las cúpulas accionarias.

## Logros
- 1987-1989: Como presidente de la inmobiliaria Estadio Colo-Colo S.A reinaugura el Estadio Monumental el 30 de septiembre de 1989.
- 1991: Campeón Copa Libertadores de América
- 1991: Campeón Primera División de Chile
- 1992: Campeón Copa Interamericana
- 1992: Campeón Recopa Sudamericana
- 1993: Campeón Primera División de Chile
- 1994: Campeón Copa Chile

## Distinciones individuales
- 2006: Premio al dirigente más exitoso en la historia del fútbol chileno.[1]